# Mark Donszkoj
Mark Szemjonovics Donszkoj (Odessza, 1901. március 6. – Moszkva, 1981. március 21.) szovjet filmrendező, forgatókönyvíró, az OSZSZSZK népművésze (1963), állami díjas (1968).

## Életpályája
Jogot tanult a szimferopoli egyetemen, majd az Ukrán Legfelsőbb Bíróság munkatársa volt. Orvosi tanulmányokat is folytatott, és a Zeneművészeti Főiskolára járt rendkívüli hallgatóként. Mint kiváló ökölvívót tartották nyilván a sportlapok. Dolgozott újságnál, s 1925-ben megjelent egy novelláskötete. 1926-ban került kapcsolatba a filmmel. Előbb Moszkvában segédrendező, bágóasszisztens, vágó, majd forgatókönyvíró s 1928-ban Mikhail Averbakh társrendezője lett Leningrádban. 1930-tól önálló rendező volt. Az 1950-es években hosszabb ideig a kijevi stúdió igazgatója volt, ekkor fejlődésében megtorpanás következett be. Az 1972-es cannes-i filmfesztivál zsűritagja volt.

### Munkássága
Egyéni arculatú, nagy tudású filmművész volt. Az 1930-as évek végén Makszim Gorkij önéletrajzi trilógiájának filmre vételével vált ismertté (1938–1939). Utánozhatatlan valószerűséggel idézte fel a gorkiji világot, a szemléletes leírás alapján jól ismert figurákat. Realizmusa, művészi szűkszavúsága mindig a lényeget hangsúlyozta. Ugyanakkor sikerült a szöveget, a cselekményvonalat beszédes képsorokra váltania. A képszerű látásmód stílusának, felfogásának lényege volt. Fejlődésének további állomása két háborús témájú alkotása, a Szivárvány (1944) és az Akiket nem lehet leigázni (1946). E két művében drámai ereje és szuggesztív érzelmi telítettsége uralkodott. Emlékezetes a lírai szépségekben gazdag Egy életen át (1947) című filmje, amelyet Vera Petrovna Mareckaja felejthetetlen alakítása gazdagított. Az anya (1956) hű ugyan az eredeti Gorkij-regényhez, mégis halvány illusztrációnak tűnt. Magára találásáról újabb Gorkij-filmje, a Foma Gorgyejev (1959) tanúskodott.

## Filmrendezései
- Élet (Zsizny) (1927)
- Nagyvárosban (V bolsom gorode) (1928) (forgatókönyvíró is)
- Az ember értéke (Cena cseloveka) (1929)
- Idegen partok (Csuzsoj bereg) (1930)
- Tűz (Ogony) (1931)
- Dal a boldogságról (Pesznya o szcsasztyje) (1935)
- Gyermekéveim (1938)
- Emberek között (1939) (forgatókönyvíró is)
- Egyetemi éveim (Moi unyiverszityeti) (1940) (forgatókönyvíró is)
- Romantikusok (Romantyiki) (1941)
- Az acélt megedzik (Kak zakaljalasz sztal) (1942) (forgatókönyvíró is)
- Szivárvány (1944)
- Akiket nem lehet leigázni (1946) (forgatókönyvíró is)
- Egy életen át (1947)
- A mi bajnokaink (Nasi csempioni) (1953)
- Az anya (Maty) (1956) (forgatókönyvíró és filmproducer is)
- Drága áron (Dorogoj cenoj) (1957)
- Foma Gorgyejev (1959) (forgatókönyvíró is)
- Szervusztok, gyerekek! (Zdravsztvujtye, gyeti) (1962) (forgatókönyvíró is)
- Anyaszív (Szerdce matyeri) (1967) (filmproducer is)

## Művei
- Letartóztatás (novella, 1925)

## Díjai
- Sztálin-díj (1941, 1946, 1948)
- OSZSZSZK népművésze (1963)
- Állami Díj (1968)